# جاناتان پاول
جاناتان پاول (انگلیسی: Jonathan Powell؛ زادهٔ ۲۵ آوریل ۱۹۴۷) تهیه‌کننده تلویزیونی و مدیر اجرایی تولید اهل بریتانیا است. وی از سال ۱۹۶۸ میلادی تاکنون مشغول فعالیت بوده‌است.
از فیلم‌ها یا مجموعه‌های تلویزیونی که وی در آن‌ها نقش داشته‌است، می‌توان به ایست‌اندرز، تلفات، دکتر هو، طبابت در پیک و دادگاه جزا اشاره نمود.